# Матч за звание чемпиона мира по международным шашкам среди женщин 1986
Матч за звание чемпиона мира по международным шашкам среди женщин 1986 года прошёл с 16 ноября по 3 декабря в Минске, СССР. 
На чемпионате мира 1985 года второе-третье место поделили Живиле Сакалаускайте и Зоя Садовская. За второе место, дающее право вызвать чемпионку мира на матч, между ними 8—15 апреля 1986 был проведён дополнительный турнир, в котором победила Садовская со счётом 8—4.
Матч за звание чемпионки мира состоял из 12 партий. В матче участвовали представительницы советской шашечной школы:
- чемпионка мира 1985 года Елена Альтшуль
- претендент Зоя Садовская.

Уверенную победу одержала Зоя Садовская со счётом 15—9 и завоевала свой прервый титул чемпионки мира.

## Таблица
| Место | Участник       | Страна | 1 | 2 | 3 | 4 | 5 | 6 | 7 | 8 | 9 | 10 | 11 | 12 | очки |
| ----- | -------------- | ------ | - | - | - | - | - | - | - | - | - | -- | -- | -- | ---- |
| 1     | Зоя Садовская  | СССР   | 1 | 1 | 2 | 1 | 2 | 1 | 1 | 2 | 1 | 1  | 1  | 1  | 15   |
| 2     | Елена Альтшуль | СССР   | 1 | 1 | 0 | 1 | 0 | 1 | 1 | 0 | 1 | 1  | 1  | 1  | 9    |